# Lijst van afleveringen van SOKO 5113
Dit is een lijst met afleveringen van de Duitse televisieserie SOKO 5113.

## Seizoen 1 (1978)
| #  | Titel Aflevering             | Uitzenddatum     |
| -- | ---------------------------- | ---------------- |
| 1  | Einsatz: 22 Uhr              | 2 januari 1978   |
| 2  | Eine Leiche für Göttmann     | 9 januari 1978   |
| 3  | Die Stimme vom Recorder      | 16 januari 1978  |
| 4  | Eine Falle für die Dealer    | 23 januari 1978  |
| 5  | Der Vogel ist ausgeflogen    | 30 januari 1978  |
| 6  | Jagd auf Joe White           | 6 februari 1978  |
| 7  | Nobbys Tips sind die besten  | 13 februari 1978 |
| 8  | Überfall auf Großmarkt       | 20 februari 1978 |
| 9  | Die Laus im Pelz             | 27 februari 1978 |
| 10 | Die Spuren führen nach Süden | 6 maart 1978     |
| 11 | Wiener Intermezzo            | 13 maart 1978    |
| 12 | Ein feiner Herr wird erpreßt | 20 maart 1978    |
| 13 | Notbremse                    | 3 april 1978     |
| 14 | Die Brüder Grosser           | 10 april 1978    |
| 15 | Eine Scheune zum Frisieren   | 17 april 1978    |
| 16 | Nobby blaue Augen            | 24 april 1978    |
| 17 | K.O.-Tropfen                 | 8 mei 1978       |
| 18 | Bella Italia                 | 22 mei 1978      |
| 19 | Finale ohne Ende             | 29 mei 1978      |